# Gordian Troeller

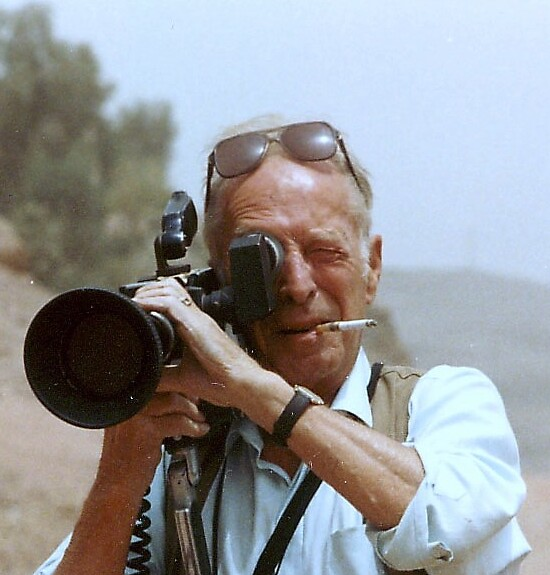
Gordian Troeller (1991)

Gordian Troeller (* 16. März 1917 in Pierrevillers, Lothringen; † 22. März 2003 in Hamburg) war ein luxemburgischer Journalist, Fotograf und Dokumentarfilmemacher.

## Leben
Troeller besuchte die Grundschule in Frankreich, anschließend ein Gymnasium in Luxemburg. Noch vor dem Abitur verließ er Schule und Heimat, um sich auf Seiten der Linken am Spanischen Bürgerkrieg zu beteiligen.
Nach einer kurzen, aber einschneidenden Erfahrung im spanischen Bürgerkrieg floh er 1940 vor den Deutschen aus Luxemburg nach Portugal. Dort baute er mit Unterstützung der Alliierten einen Geheimdienst auf, der unter anderem eine Fluchtlinie einrichtete. Diese ermöglichte von den Nazis verfolgten Personen die Flucht aus den von den Deutschen besetzten Gebieten nach Portugal.
Nach dem Krieg arbeitete er als Korrespondent verschiedener Zeitungen hauptsächlich im Iran und Nahen Osten.
Seit 1960 machte er sich zusammen mit seiner französischen Kollegin Marie-Claude Deffarge durch außergewöhnliche Text- und Fotoreportagen im Magazin Stern in der Bundesrepublik Deutschland einen Namen.
Ende der 1960er Jahre begann er neben den Zeitungsreportagen zu filmen. Ab 1974 hatte er einen festen Platz in der ARD. In drei Serien, die er ausschließlich für Radio Bremen herstellte (Im Namen des Fortschritts, Frauen der Welt, Kinder der Welt), drehte er 70 Dokumentarfilme.
Sein Engagement galt der Analyse der wirtschaftlichen und gesellschaftspolitischen Strukturen, die den sozialen Ungerechtigkeiten und damit der zunehmenden Verarmung großer Teile der Weltbevölkerung zu Grunde liegen – ob in den hochentwickelten Industrienationen oder in den sogenannten Entwicklungsländern.
Gordian Troeller wurde auf dem Friedhof Ohlsdorf beigesetzt. Dort ruht er südlich von Kapelle 1 im Planquadrat R 10.

## Auszeichnungen
- 1984: Adolf-Grimme-Preis mit Bronze für Im Namen des Fortschritts: Bitterer Zucker (zusammen mit Marie-Claude Deffarge)
- 1985: Adolf-Grimme-Preis mit Silber für Im Namen des Fortschritts: Die Saat des Fortschritts oder Das Ende der Entwicklung (zusammen mit Elmar Hügler)
- 1987: Deutscher Kritikerpreis für die Reihe Kinder der Welt
- 1992: Besondere Ehrung beim Adolf-Grimme-Preis
- 2003: Luxemburger Filmpreis 'Prix d’honneur' für das Gesamtwerk

## Dokumentarfilme
- Ein Kriegsbericht aus dem Mittelalter – Jemen 1963
- Durchs blutige Kurdistan – Irak 1964
- Ein vergessener Völkermord – Sudan 1967
- Im belagerten Sanaa – Jemenitische Arabische Republik|Nordjemen 1967
- Die Revolte der Sklaven – Oman 1969
- Ein Jahr nach der Revolution – 1969
- Die revolutionäre Kirche in Lateinamerika – 1969
- Das Mittelalter will nicht sterben – Jemen 1970
- Noch ein Biafra – Sudan 1970
- Im Land der 1001 Bohrtürme – Persischer Golf 1971
- Das Sultanat Oman – Oman 1971
- Südjemen, das Kuba der arabischen Welt – Südjemen 1972
- Algier, Hauptstadt der Revolutionäre – Algerien 1972
- Kommunisten seit 1000 Jahren – Südjemen 1973
- Der Zorn der Korsen – Frankreich 1973

### Im Namen des Fortschritts
(zusammen mit Marie-Claude Deffarge und François Partant, legaler download (Seite nicht mehr abrufbar, festgestellt im Januar 2019. Suche in Webarchiven))
1. Der Fluch der Abhängigkeit – Algerien 1974
2. Die Schule des Teufels – Togo 1974
3. Zum Teufel mit der Schule – Tansania 1974
4. Verarmungshilfe – Gabun 1975
5. Mit Medizin ins Unglück – Gabun/Senegal 1975
6. Die weiße Revolution – Iran 1975
7. Auf Gedeih und Verderb – Frankreich 1975
8. Europas Weinfässer laufen über – 1975
9. Kein Respekt vor heiligen Kühen – Mexiko 1976
10. Protest gegen Paris – Bretagne Elsass-Lothringen 1976
11. Kein Platz für Indianer – Kanada 1976
12. Allein gegen die Großen – Eritrea 1977
13. Der schwarze Islam – Elfenbeinküste 1977
14. Von Basken und Katalanen – Spanien 1977
15. Freiheit verboten – Somalia 1978
16. Die grauen Panther – USA 1978
17. Die Nachkommen der Inkas – Bolivien 1978
18. Die Freien des Nordens – Kanada 1979
19. Fabriken für die Dritte Welt – Tunesien 1979
20. Der persische Traum – Iran 1979
21. Bitterer Zucker – Brasilien 1983
22. Die Saat des Fortschritts oder das Ende der Entwicklung – USA 1984

### Frauen der Welt
1. Männerherrschaft unbekannt – Sumatra 1979
2. Vom Nutzen der Vielehe – Togo 1979
3. Freiheit unter dem Schleier – Iran 1980
4. Im Dienst der Revolution – Eritrea 1980
5. Vom Fluch der Jungfräulichkeit – Ägypten, Italien 1980
6. Von Zucht und Unzucht – Bolivien 1980
7. Abschied vom Lachen – Peru 1981
8. Im Käfig der Freiheit – Peru 1981
9. Die Herren – Ein Pamphlet gegen die Männerherrschaft – Frankreich 1982
10. Aufstand der Hexen – Deutschland 1982
11. Verraten und verkauft – Der Vormarsch der Rechten – USA 1982
12. Im Namen der Liebe – Frankreich 1983

### Kinder der Welt
1. … denn ihrer ist das Himmelreich – Bolivien 1984
2. Im Schatten der Götter – Indien 1984
3. Erziehung zum heiligen Krieg – Iran 1985
4. Verschult und verschaukelt – Westafrika 1985
5. Denn sie wissen, was sie tun – Bolivien 1985
6. Die Vergessenen – 1986
7. Jedem das Seine – USA 1986
8. Die gezähmten Wilden – USA 1987
9. Versklavt und vergöttert – Nepal 1987
10. Die Verlassenen – Honduras 1987
11. Nachwuchs nach Mass – Singapur 1987
12. Parieren geht über Studieren – Japan 1987
13. Im Schatten der Apartheid – Mosambik 1988
14. Von Moslems und Christen – 1988
15. Die Deutschländer – Türkei 1989
16. Die Nachkommen Abrahams – Israel – Palästina 1989
17. Die kleinen Drachen – VR China 1989
18. Verwaltet, verraten, verkauft – Ungarn 1990
19. Die neuen Sklaven – Südsudan 1990
20. Opfer des Drogenkrieges – Bolivien 1990
21. Um die Zukunft betrogen – Vietnam 1991
22. Gut versorgt im Mangel – Kuba 1991
23. Opfer des Fortschritts – Jemen 1991
24. Der Preis der Freiheit – Eritrea – 1992
25. Geiseln im Polit-Poker – Kurdistan 1992
26. Straßenproletariat – Nicaragua 1992
27. Von Marx zu Mohammed – Tadschikistan – Usbekistan 1993
28. Im Kampf der Konfessionen – Libanon 1993
29. Am Rande der Hölle – Angola 1993
30. Können sie vergessen? – werden sie verzeihen? – Südafrika 1994
31. Im Krieg der Kulturen – Bolivien 1995
32. Recht auf Arbeit – Portugal 1995
33. Ihre Zukunft ist ihre Vergangenheit – Senegal 1996
34. Rechtlos im Rechtsstaat – Brasilien 1997
35. Im Bann des Islam – Jordanien 1997
36. Wenn die Irrtümer verbraucht sind – 1999